# Gypsy Eyes
Gypsy Eyes è una canzone della band rock The Jimi Hendrix Experience inserita nel loro terzo album Electric Ladyland.
Pubblicata come singolo dal doppio lato A in accoppiata con Remember, il brano raggiunse la posizione numero 35 nelle classifiche britanniche.

## Formazione
- Jimi Hendrix — voce, chitarre elettriche, basso
- Mitch Mitchell — batteria

## Cover
- L'album The Gil Evans Orchestra Plays the Music of Jimi Hendrix contiene una rilettura in chiave jazz della canzone.